# Drewitz (Fläming)
Drewitz is een plaats en voormalige gemeente in de Duitse deelstaat Saksen-Anhalt, en maakt deel uit van de Landkreis Jerichower Land.
Drewitz telt 409 inwoners.